# Die Zipfelbuben
Die Zipfelbuben waren eine dreiköpfige deutsche Partyschlagerband. Sie wurde 2005 von den drei Freunden Timo Schulz, Dirk Ostermann und Florian Flesch in Berlin gegründet.

## Geschichte
Anfang 2006 gelang der Band der landesweite Durchbruch in Deutschland mit der Single Kedeng, Kedeng!, einer deutschsprachigen Version des Hits Per Spoor (Kedeng Kedeng) des niederländischen Sängers Guus Meeuwis. Nachdem die Band mit dem Titel in der ARD-Volksmusiksendung Feste der Volksmusik (Das Winterfest der Volksmusik) vor über 7,2 Millionen Fernsehzuschauern aufgetreten war und noch in der gleichen Woche den Bewohnern des Big-Brother-Dorfes in der gleichnamigen Fernsehshow auf RTL II den zugehörigen Tanz beigebracht hatte, stieg die Single Mitte Februar 2006 in die deutschen Charts ein.
Auch die zweite Single Der Teufel und der junge Mann, die im Juli 2006 erschien, war eine Coverversion. Im Original stammt der Song von der Schweizer Sängerin Paola. Das Debütalbum der Band (Volkspop) erschien 2007. Ebenfalls 2007 tourten die Zipfelbuben mit Florian Silbereisen durch 52 Städte in Deutschland und Österreich.
2009 erschien die Single Hier im Dschungel, welche zur offiziellen Hymne der vierten Staffel von Ich bin ein Star – Holt mich hier raus! gekürt wurde. Das Original In the Navy stammt von der Band Village People.
2010 wurden die Zipfelbuben für den Echo Pop in der Kategorie „Künstler/Künstlerin/Gruppe Volkstümliche Musik“ nominiert. 2011 erschien die Single Jetzt wird es heiß, welche zur offiziellen Hymne der fünften Staffel von Ich bin ein Star – Holt mich hier raus! gekürt wurde.
Produziert wurden die ersten drei Alben der Zipfelbuben (2007 bis 2011) bei Elephant Music.
2017 meldeten sie sich zurück mit Nimm die Beine in die Hand bei Florian Silbereisen. 2018 wurden die Zipfelbuben mit dem Ballermann-Award in der Kategorie Comeback ausgezeichnet. Das vierte Album entstand in Zusammenarbeit mit Xtreme Sound, Earnapping und Akropolis Studios. Das fünfte und erste Weihnachtsalbum im Mallorcastyle erschien 2022. Die Zipfelbuben sind mit der Partymeile „Ballermann“ in Palma de Mallorca verbunden und treten regelmäßig im Bierkönig auf.
2022 veröffentlichte das Trio gemeinsam mit DJ Cashi die Single Olivia, die sich zu ihrem ersten Single-Chart-Erfolg seit 2011 entwickelte. Anfang August rückte der Song in Deutschland bis auf Platz 2 und landete somit direkt hinter Layla, dem Sommerhit 2022. Ausgelöst durch den Erfolg von Olivia, absolvierte das Trio im Sommer 2022 zahlreiche Auftritte in Deutschland und auf Mallorca. 2023 erreichte die Single Olivia in Deutschland und in der Schweiz Goldstatus, in Österreich Platin.
2022 wurden die Zipfelbuben mit dem Ballermann-Award in der Kategorie Bester Partyact Gruppe ausgezeichnet.
Ende Februar 2024 gab das FIZ-Festival, auf dem die Zipfelbuben auftreten sollten, die Absage der Band wegen ihrer Auflösung bekannt. Eine Aussage von Seiten der Band war zu diesem Zeitpunkt noch nicht bekannt.

## Diskografie
Studioalben

| Jahr | Titel Musiklabel                    | Höchstplatzierung, Gesamtwochen, AuszeichnungChartplatzierungen (Jahr, Titel, Musiklabel, Platzierungen, Wochen, Auszeichnungen, Anmerkungen) | Höchstplatzierung, Gesamtwochen, AuszeichnungChartplatzierungen (Jahr, Titel, Musiklabel, Platzierungen, Wochen, Auszeichnungen, Anmerkungen) | Höchstplatzierung, Gesamtwochen, AuszeichnungChartplatzierungen (Jahr, Titel, Musiklabel, Platzierungen, Wochen, Auszeichnungen, Anmerkungen) | Anmerkungen                           |
| Jahr | Titel Musiklabel                    | DE | AT | CH | Anmerkungen                           |
| ---- | ----------------------------------- | --- | --- | --- | ------------------------------------- |
| 2007 | Volkspop Warner Music (WMG)         | — | — | — | Erstveröffentlichung: 29. Juni 2007   |
| 2009 | Party Party Party Ariola (Sony BMG) | DE7 (5 Wo.)DE | AT15 (5 Wo.)AT | — | Erstveröffentlichung: 6. März 2009    |
| 2011 | Jetzt wird es heiß Ariola (Sony)    | — | — | — | Erstveröffentlichung: 28. Januar 2011 |
| 2018 | Tanz Tanz Tanz Telamega (WMG)       | DE68 (1 Wo.)DE | — | — | Erstveröffentlichung: 16. März 2018   |

## Belege
1. ↑  „Olivia“ auf Platz zwei der Charts
2. ↑  The Fiz: Line-Up Änderung. 26. Februar 2024, abgerufen am 27. Februar 2024.